# Mamouna Touré
Mamouna Touré né le 28 avril 1922 à Kindia et mort le 14 septembre 1986, est un pharmacien, diplomate et personnalité politique guinéen.
Premier pharmacien guinéen et premier pharmacien inspecteur noir de l'AOF.

## Carrière
Diplôme de la faculté de pharmacie de Paris, Mamouna Touré revient en Guinée quinze jours après la proclamation de l'indépendance de la Guinée, il met en place la première école de préparateur en pharmacie de Guinée puis la faculté de pharmacie en 1969. 
Directeur général de la pharma Guinée de 1959 en 1967. 
Le 19 janvier 1968, il est nommé ministre des services sociaux, de la santé, de l'éducation, de la jeunesse et du travail dans le cabinet de la présidence de la république. 
Membre du parti unique PDG RDA, il a été notamment secrétaire d’État à la jeunesse et aux sports. À ce titre il a été désigné par Ahmed Sékou Touré en Allemagne pour la signature d'une convention de coopération dans le domaine de la culture physique et du sport. 

## Prix et reconnaissance
- 2022 : Stèle érigée à son effigie au siège de la pharmacie centrale de Guinée à Dixinn[3].